# Palazzo Fienga
Il Palazzo Fienga è una struttura della metà del XIX secolo costruita sulla sommità della Collina del Parco a Nocera Inferiore.
Originariamente era presente sulla collina una struttura, più piccola, appartenente alla famiglia De Guidobaldi. Successivamente l'area fu' acquistata dalla famiglia Fienga che ampliò il palazzo.
Il palazzo è addossato al castello del Parco.

## Il Palazzo De Guidobaldi
Agli inizi del XIX secolo l'area del Castello fu acquistata dalla nobile famiglia De Guidobaldi di Nereto, baroni di Sant'Egidio, la quale cominciò la costruzione di un fabbricato costruito al fianco delle strutture medievali, col preciso intento di non obliterarle.
Vi si affaccia una cappella con cupola, dedicata a "Nostra Signora Mater Domini", edificata nel 1850 dal barone Francesco De Guidobaldi.

## Il Palazzo Fienga

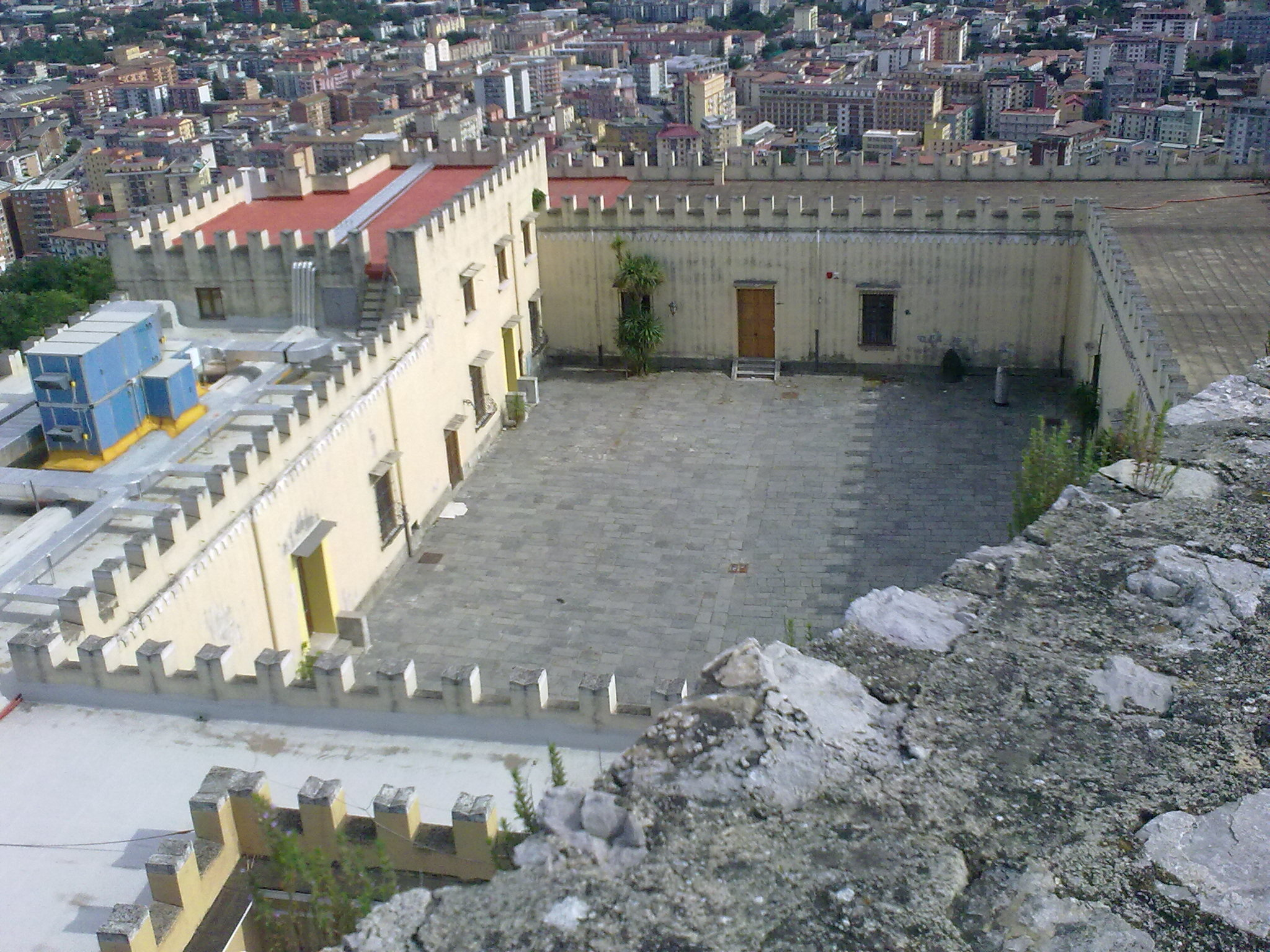
Cortile grande del palazzo Fienga visto dalla torre

La struttura attuale è stata completata ad inizio XX secolo dalla famiglia Fienga (nota per la passione per il collezionismo che l'ha portata ad accumulare circa 3000 reperti di epoca romana). In seguito, adibirono un’intera ala del Palazzo ad esposizione dei numerosi reperti archeologici. La collezione era molto nota tra gli appassionati e studiosi dell'epoca tanto da essere citata nell’'Annuario dei Musei e Gallerie d’Italia" del 1950 edito dalla Libreria  dello Stato.
Nella realizzazione finale del Palazzo Fienga la struttura, posta su due livelli, mostra pianta rettangolare e comprende, nella parte bassa, due cortili: il primo è posto intorno alla torre medievale; il secondo è un'ampia piazza d'armi circondata sui quattro lati da ambienti con il prospetto merlato.
Durante l'estate ospita manifestazioni teatrali e musicali.
L'edificio ospita la sede del Patto territoriale dell'Agro nocerino-sarnese.

### Il Teatro virtuale
Il palazzo ospita anche il Teatro Virtuale della Valle del Sarno che, visitabile previa prenotazione, propone attraverso la realtà virtuale un excursus archeologico che passa attraverso le ricostruzioni alcuni dei principali monumenti dell'agro nocerino-sarnese: la tomba della principessa (VIII secolo a.C.) di San Valentino Torio, che fa parte della Cultura delle tombe a fossa della Valle del Sarno, la Tomba del Guerriero (IV secolo a.C.) di Sarno, testimonianza di epoca sannita per poi giungere all'epoca romana con Nuceria Alfaterna con il teatro ellenistico - romano di Pareti (I secolo a.C.) e la Necropoli di Pizzone a Nocera Superiore, e il suo ager, con la visita alla Villa rustica di Numerius Popidius Narcissus Maior (I secolo d.C.) a Scafati.
Il teatro è stato realizzato nella sala conferenze del palazzo di Nocera Inferiore e dispone di una sala con 96 posti a sedere.

## Galleria d'immagini

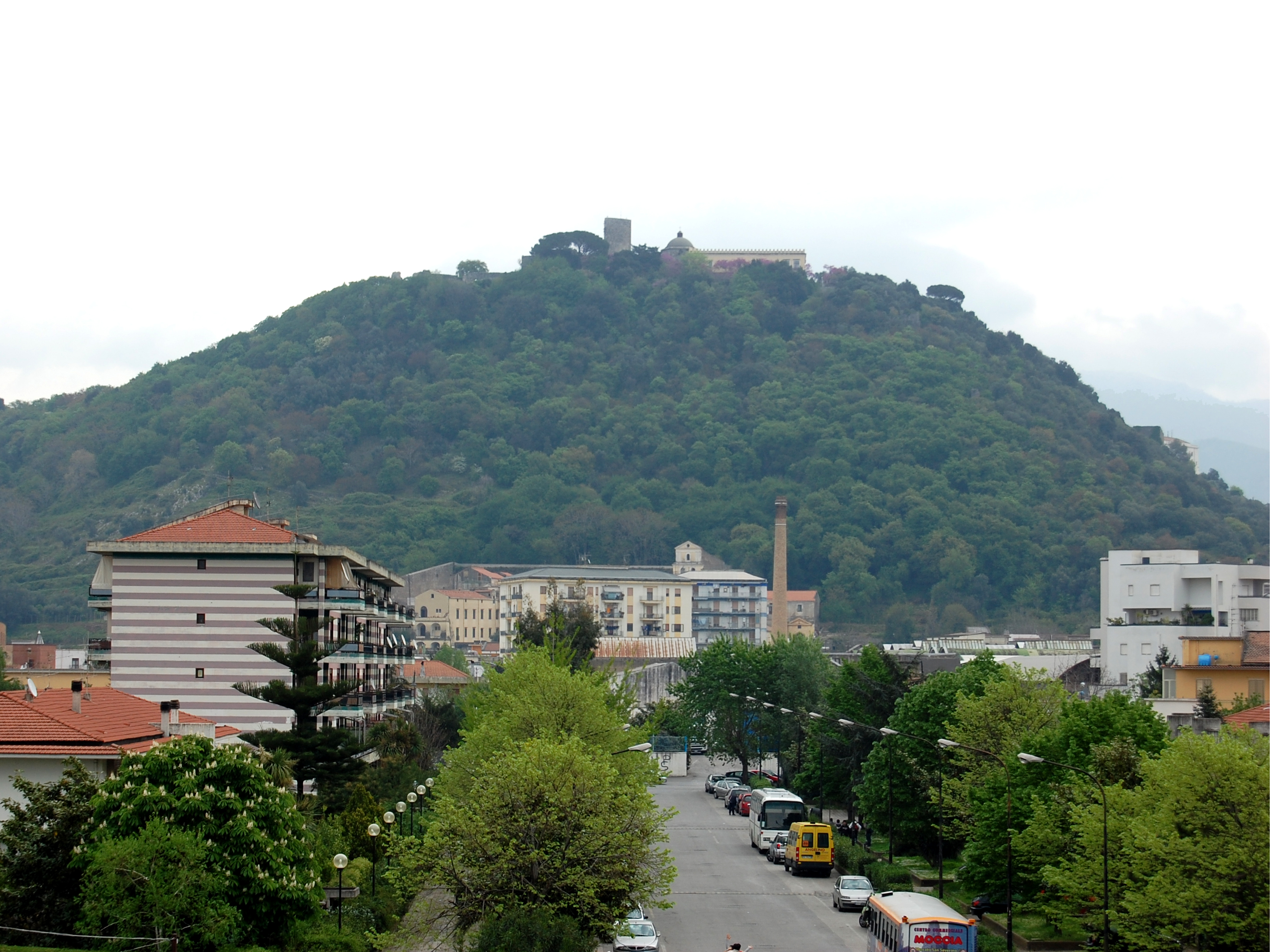
La Collina del Parco
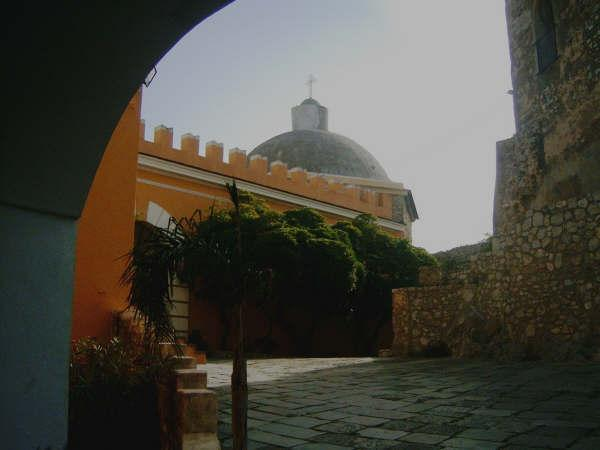
Primo cortile dei palazzo
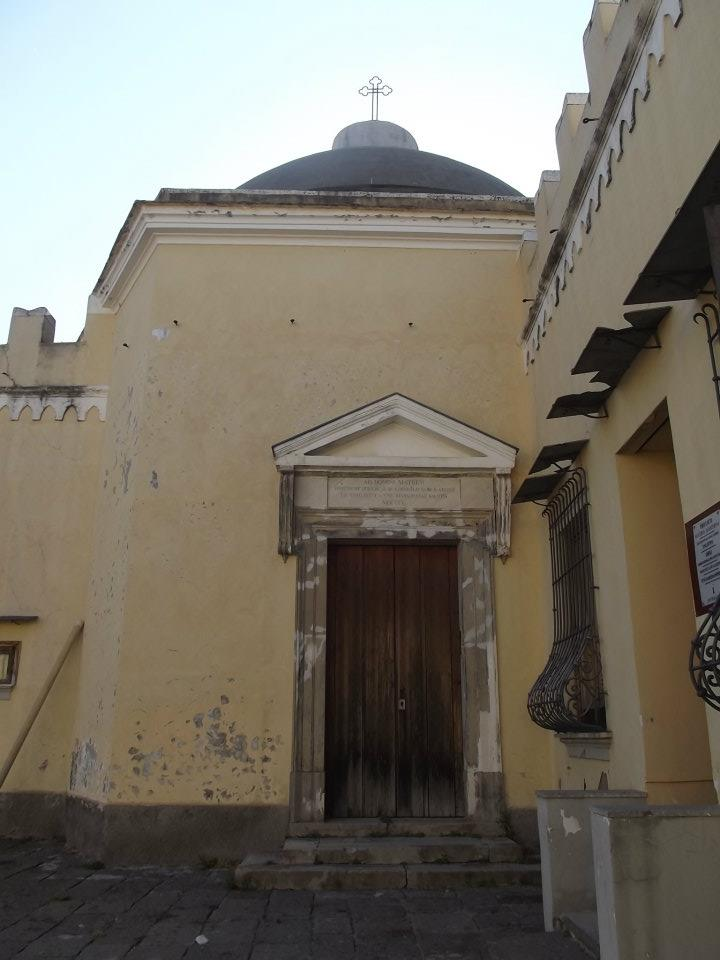
La cappella del palazzo
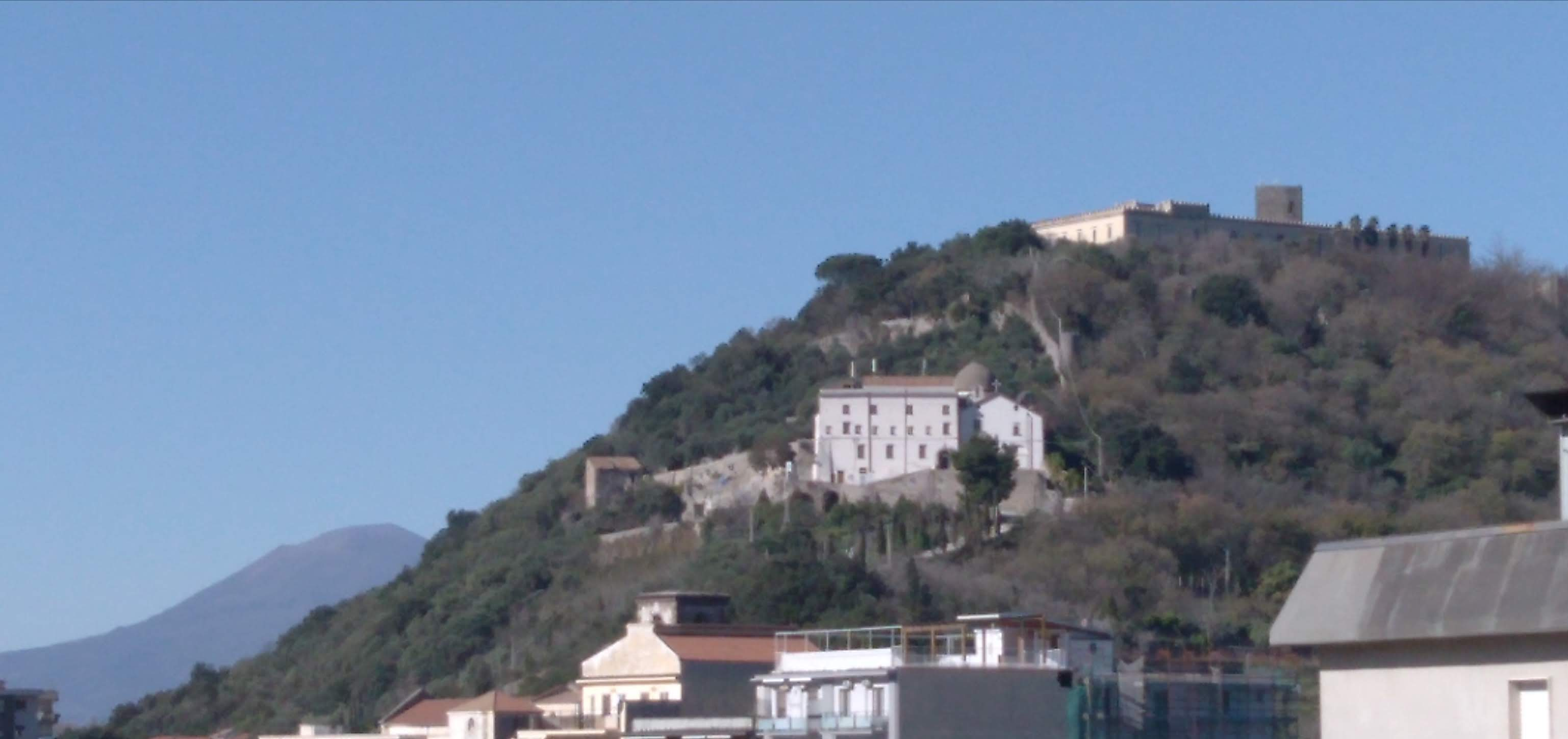
Vista del Parco dall'Ospedale di Nocera Inferiore